# Spilosoma danbyi
Spilosoma danbyi är en fjärilsart som beskrevs av Berthold Neumoegen och Dyar 1893. Spilosoma danbyi ingår i släktet Spilosoma och familjen björnspinnare. Inga underarter finns listade i Catalogue of Life.